# Austin TV
Austin TV est un groupe mexicain de post-rock, originaire de Mexico. Il est formé sous le concept de Tú cara no importa, importas tú, un slogan avec lequel le groupe a cherché à encourager le public à ne pas prêter attention à l'apparence, mais à regarder à l'intérieur ; par conséquent, les musiciens qui composent le groupe ont gardé leurs visages anonymes en portant des masques.

## Histoire

### Débuts et séparation
Austin TV est formé en 2001 lorsque Chavo et Pasa, deux des membres du groupe actuel, se rencontrent en raison de leur amour commun pour le punk rock. Plus tard, ils rencontrent Xna lors d'un concert de HuleSpuma, un groupe de punk rock mélodique de la fin des années 1990, et se sont liés d'amitié avec lui, conséquence de leur goût commun pour le même genre musical. 
Chavo et Pasa forment un groupe de punk rock appelé Fall Children, tandis que Chato forme un groupe de post-grunge appelé Marca Registrada. Après la séparation des deux groupes musicaux, ils décident de former quelque chose ensemble ; ils auditionnent des batteurs sans grand succès jusqu'à ce que Xna, ex-membre de HuleSpuma, les rejoigne. Pendant ce temps, Chío assistait régulièrement à leurs répétitions, et une fois qu'ils ont pris la décision d'être un groupe instrumental, ils proposent qu'elle rejoigne Austin, complétant ainsi le line-up et le son du groupe. Dès leurs débuts, ils indiquent clairement le genre musical auquel ils se consacreraient et, bien qu'ils aient d'abord essayé de composer des chansons avec des paroles, ils rendent vite compte qu'ils étaient plus expressifs en jouant de la musique instrumentale. Chacune de leurs productions est présentée avec un concept visuel différent. Ils apparaissent également en personnage sur scène faisant allusion à leur devise, permettant au public de se sentir libre lors de l'interprétation de leurs œuvres.
En juillet 2009, ils retournent à Avándaro, dans l'État de Mexico, pour composer le prochain single du groupe et, début 2010, ils reprennent la préproduction de l'album avec Emmanuel del Real. En août 2010, ils enregistrent la première partie de ce qu'ils ont décidé être un double album, intitulé Los Caballeros del Albedrio. À la fin de la même année, ils retournent en studio pour terminer l'enregistrement de ce qui sera leur dernier album. Après une tournée au Mexique, en Colombie, au Guatemala, au Salvador, au Costa Rica, en Espagne et en Angleterre, entre autres, ils font leurs adieux à la scène sur la Plaza Condesa en novembre 2013.

### Retour
Après avoir annoncé leur pause indéfinie en novembre 2013, le groupe mexicain Austin TV, inonde les rues de Mexico d'affiches à fond noir et lettres blanches avec le message suivant : Tú cara no importa, importas tú, une phrase avec laquelle ils sont devenus populaires lors de leur incursion dans l'industrie musicale. Enfin, le 27 septembre 2022, près d'une décennie après leurs adieux à la scène, ils reviennent sur la scène musicale avec un nouvel album et de nouveaux masques.
Leur retour se fait sans Chavo, l'un des membres fondateurs du groupe, qui explique ne plus vouloir s'impliquer avec dans le groupe, et de prendre une autre direction, laissant entrevoir une possibilité de revenir. Il revient finalement avec la sortie de De la orquídea y la avispa, leur nouvelle chanson, et un concert qui a dû être changé de lieu en raison de la forte demande de billets et leur confirmation sur scène à Vive Latino 2023,.

## Membres

### Membres actuels
- Chiosan – synthétiseur, claviers, échantillonneur
- Totore – guitare
- Rata – basse
- Xna Yer – batterie, Kaoss Pad
- Acky – guitare

### Anciens membres
- Chato – guitare (2001–mai 2008)
- Pasa – basse (2001–mars 2004)
- Chavo (2001–septembre 2022)

## Discographie

### Albums studio
- 2003 : La última noche del mundo
- 2004 : Asrael (B-sides et pistes live)
- 2007 : Fontana Bella
- 2011 : Caballeros del albedrío (album double)
- 2022 : De La Orquidea y la Avispa

### EP
- 2002 : Austin TV EP
- 2014 : Lotería y Ahora No (vinyle)

### DVD live
- 2006 : Temblaban Con Sonata Solitaria (DVD)

### Compilations
- 2003 : Prueba esto 2
- 2004 : México suena en los Ángeles
- 2005 : Nuevos Tiempos Viejos Amigos
- 2006 : Todos somos Rigo
- 2010 : Tributo a Caifanes